# 78号加利福尼亚州州道
78号加利福尼亚州州道（英語：California State Route 78, SR 78）是位于南加州地区一条东西方向的州级公路。该公路从欧申赛德出发，向东延伸，先与15号州际公路交汇，最后在布莱斯汇入10号州际公路，全长215.39英里。